# ویتوریو استانی
ویتوریو اِستانی (ایتالیایی: Vittorio Stagni؛ زادهٔ ۱۷ دسامبر ۱۹۳۸) بازیگر، صداپیشه، مدیر دوبلاژ اهل ایتالیا است.
از فیلم‌هایی که وی در آن‌ها نقش داشته‌است، می‌توان به هم‌کلاسی، ... و فقط پیترو آرتینو نجات پیدا کرد، با یک دست در جلو و دست دیگر پشت… اشاره نمود.